# Glötterspitze
Glötterspitze är en bergstopp i Österrike.   Den ligger i distriktet Bludenz och förbundslandet Vorarlberg, i den västra delen av landet, 500 km väster om huvudstaden Wien. Toppen på Glötterspitze är 2 847 meter över havet, eller 55 meter över den omgivande terrängen. Bredden vid basen är 0,06 km. Glötterspitze ingår i Silvretta Gruppe.
Terrängen runt Glötterspitze är kuperad åt nordost, men åt sydväst är den bergig. Runt Glötterspitze är det ganska glesbefolkat, med 25 invånare per kvadratkilometer.. Närmaste större samhälle är Gaschurn, 10,2 km norr om Glötterspitze. 
Trakten runt Glötterspitze består i huvudsak av gräsmarker.